# Robert Barker (Drucker)
Robert Barker († 1645) war königlicher Drucker Jakobs I. Er war der Sohn von Christopher Barker, Drucker Königin Elisabeths I. Sein bekanntestes Werk ist die King-James-Bibel, Erstausgabe 1611. Mit Martin Lucas druckte er 1631 eine Ausgabe der King-James-Bibel, die als Sündenbibel („Wicked Bible“) bekannt wurde: im Gebot „Du sollst nicht Ehebrechen“ fehlte das Wort „nicht“.
Robert Barker erbte nach dem Tod seines Vaters am 29. November 1599 dessen Druckerei und dessen Patent als königlicher Drucker, zunächst für Elisabeth I., danach für Jakob I. (englisch: James I). Nach der Erstausgabe der King-James-Bibel 1611 erschienen etliche weitere Ausgaben, in denen viele der zuvor gefundenen Fehler korrigiert wurden. Es schlichen sich aber auch neue Fehler ein, wie 1631 in der Sündenbibel. Dafür mussten Barker und Lucas eine Strafe von 300 £ bezahlen. Die fehlerhaften Exemplare wurden, soweit sie auffindbar waren, verbrannt. Die wenigen verbliebenen Exemplare werden heute zu hohen Preisen gehandelt.
In seinem letzten Lebensjahrzehnt verbrachte Barker einige Zeit im Gefängnis, wo er auch 1645 starb.